# Edwar Ramírez
Edwar Emilio Ramírez (né le 28 mars 1981 à El Cercado, San Juan, République dominicaine) est un ancien lanceur de relève droitier ayant évolué dans les Ligues majeures de baseball de 2007 à 2010. 

## Carrière
Edwar Ramírez est recruté comme agent libre amateur le 6 février 2001 par les Angels d'Anaheim. Il se contente d'évoluer en ligues mineures au sein de l'organisation des Angels. Devenu agent libre à l'issue de la saison 2005, il signe en ligue indépendantes et porte les couleurs des Pelicans de Pensacola puis des Coyotes d'Edinburg avant de rejoindre les Yankees de New York le 9 juillet 2006.
Auteur d'une belle saison 2007 en ligues mineures où il est désigné meilleur lanceur de relève de l'année, Ramírez fait ses débuts en Ligue majeure le 3 juillet 2007. Entre juillet 2007 et septembre 2009, il effectue la navette entre la Ligue majeure et le Triple-A. Il fait ses débuts dans le baseball majeur avec les Yankees le 3 juillet 2007. Sa moyenne de points mérités s'élève à 8,14 après 19 points accordés en seulement 21 manches lancées en 2007. Il fait beaucoup mieux pour New York en 2008 avec une moyenne de 3,90 points mérités par partie en 55 manches et un tiers lancées lors de 55 matchs en relève. Il remporte cette année-là 5 victoires contre une seule défaite. En 2009, sa moyenne s'élève à 5,73 en 22 manches lancées pour les Yankees.
Ramírez est transféré chez les Rangers du Texas le 9 mars 2010 pour Gregorio Petit, un joueur d'arrêt-court, puis chez les Athletics d'Oakland le 24 mars 2010. Il dispute ses 7 derniers matchs dans les majeures en 2010 avec Oakland.
Edwar Ramírez a joué 103 matchs dans le baseball majeur. En 109 manches et un tiers lancées, sa moyenne de points mérités s'élève à 5,19. Il compte 7 victoires, deux défaites, deux sauvetages et 126 retraits sur des prises.

## Statistiques
| Saison | Équipe     | G   | GS | CG | SHO | V | D | SV | IP    | SO  | ERA  |
| ------ | ---------- | --- | -- | -- | --- | - | - | -- | ----- | --- | ---- |
| 2007   | NY Yankees | 21  | 0  | 0  | 0   | 1 | 1 | 1  | 21.0  | 31  | 8,14 |
| 2008   | NY Yankees | 55  | 0  | 0  | 0   | 5 | 1 | 1  | 55.1  | 63  | 3,90 |
| 2009   | NY Yankees | 20  | 0  | 0  | 0   | 0 | 0 | 0  | 22.0  | 22  | 5,73 |
| 2010   | Oakland    | 7   | 0  | 0  | 0   | 1 | 0 | 0  | 11.0  | 10  | 4,91 |
| Totaux | Totaux     | 103 | 0  | 0  | 0   | 7 | 2 | 2  | 109.1 | 126 | 5,19 |

Note : G = Matches joués ; GS = Matches comme lanceur partant ; CG = Matches complets ; SHO = Blanchissages ; 
V = Victoires ; D = Défaites ; SV = Sauvetages ; IP = Manches lancées ; SO = Retraits sur des prises ; ERA = Moyenne de points mérités.